# Pointe des Savolaires
La pointe des Savolaires est un sommet des Alpes vaudoises culminant à 2 293 mètres d'altitude.

## Géographie
La pointe des Savolaires est située entre le vallon de Nant et le vallon d'Euzanne sur la commune de Bex au-dessus du col des Pauvres. La pointe est située sur la même crête que le pointe des Martinets et la dent de Morcles. Il domine au nord Les Plans-sur-Bex et son vallon.

## Ascension
Le sommet est apprécié des randonneurs qui tentent l'ascension soit depuis le col des Pauvres soit depuis le lieu-dit Cinglo. L'hiver, il est possible d'accéder au sommet en ski de randonnée. Généralement l'ascension est faite par le vallon d'Euzanne pour des raisons de commodité et de sécurité. En effet, pour la tranquillité de la faune, l’itinéraire venant de la réserve du vallon de Nant est à respecter scrupuleusement, il est interdit de s'en écarter. De plus, par cet itinéraire, le passage avant le col des Pauvres sur des pentes raides exposées sud-est peut être délicat.